# Giuseppe Luongo
Giuseppe Luongo (Napoli, 12 gennaio 1938) è un docente, geologo e politico italiano.

## Biografia
Laureato in geologia, è docente di vulcanologia all'Università degli Studi di Napoli Federico II e direttore dell'Osservatorio Vesuviano.
Impegnato in politica con il Partito Comunista Italiano, dagli anni '80 è consigliere comunale a Pozzuoli. Dopo la svolta della Bolognina aderisce al Partito Democratico della Sinistra, con cui nel 1992 viene eletto senatore della XI legislatura, restando in carica fino al 1994.
A inizio 2015 viene presentato pubblicamente come candidato a sindaco di Bacoli da parte di PD, SEL e una lista civica, ma meno di due mesi prima del voto deve rinunciare alla candidatura per motivi di salute. 
Nell'estate 2017 viene nominato assessore comunale a Bacoli nella giunta di centrosinistra, carica che ricopre fino al maggio 2018.